# Máy chém

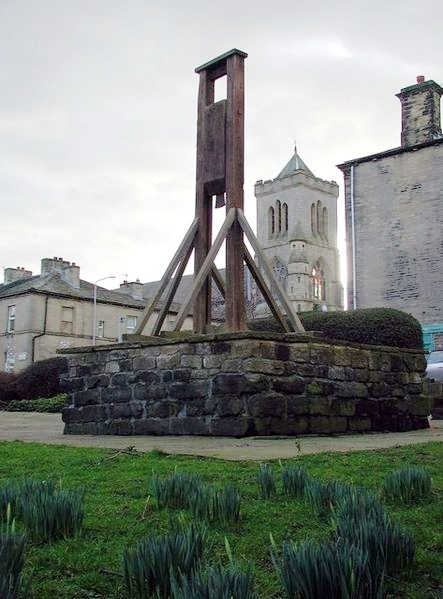
Máy chém

Máy chém hay đoạn đầu đài (tiếng Trung: 斷頭台) là một dụng cụ đặc biệt để tử hình người bị án chém đầu, gồm một bệ với hai thanh cứng dựng song song, có lưỡi dao sắc nâng lên hạ xuống.
Máy chém được người Ý dùng đầu tiên. Được dùng ở Pháp từ năm 1789, sau khi Joseph-Ignace Guillotin, một bác sĩ người Pháp đề nghị quốc hội Pháp cho dùng, nhằm giảm bớt sự đau đớn cho người bị chém (vì thế máy chém trong tiếng Pháp là guillotine). Ngày 25 tháng 4 năm 1792, lần đầu tiên ở Pháp diễn ra vụ hành hình bằng máy chém.

## Máy chém trong Cách mạng Pháp
Trong cuộc Đại cách mạng Pháp, vua Pháp Louis XVI bị lên máy chém vào ngày 21 tháng 1 năm 1793, sau đó hoàng hậu Maria Antonia của Áo cũng theo gót chồng. Đến ngày 28 tháng 7 năm 1794, nhà cách mạng Maximilien de Robespierre và các chiến hữu của ông cũng bị đưa lên máy chém bởi những thành phần bị xem là "phản động và thoái hóa" trong quốc hội nước Pháp cách mạng.
Máy chém được sử dụng tại Pháp từ cuộc cách mạng Pháp và nó trở thành một hình thức tử hình cho đến khi việc bãi bỏ hình phạt này dưới thời Tổng thống François Mitterrand vào năm 1981.
Năm 1814, vị bác sĩ đề xuất xử tử bằng máy chém ở Pháp Joseph Guillotin qua đời, con cái của ông đã thay đổi danh tính vì sợ rằng tên họ của gia đình gắn liền với hình thức xử trảm đẫm máu và là nỗi kinh hoàng về cuộc cách mạng Pháp. Joseph Guillotin từng phát biểu rằng: "Với cái máy này, đầu bạn sẽ rời khỏi cổ trong chớp mắt, và bạn sẽ không cảm thấy đau đớn gì". Với sự tàn khốc trong cuộc cách mạng Pháp, tuy không phải là người tạo ra chiếc máy chém, nhưng chính ông là người đề xuất trước Quốc hội Pháp về việc thỉnh cầu dùng máy chém, nên tên tuổi ông đã gắn liền với vật dụng tàn khốc này. Tên của ông trở thành một thuật ngữ trong tiếng Anh, tiếng Pháp cũng như một số ngôn ngữ khác có nghĩa là máy chém (Guillotine).

## Máy chém tại các nơi khác

#### Việt Nam

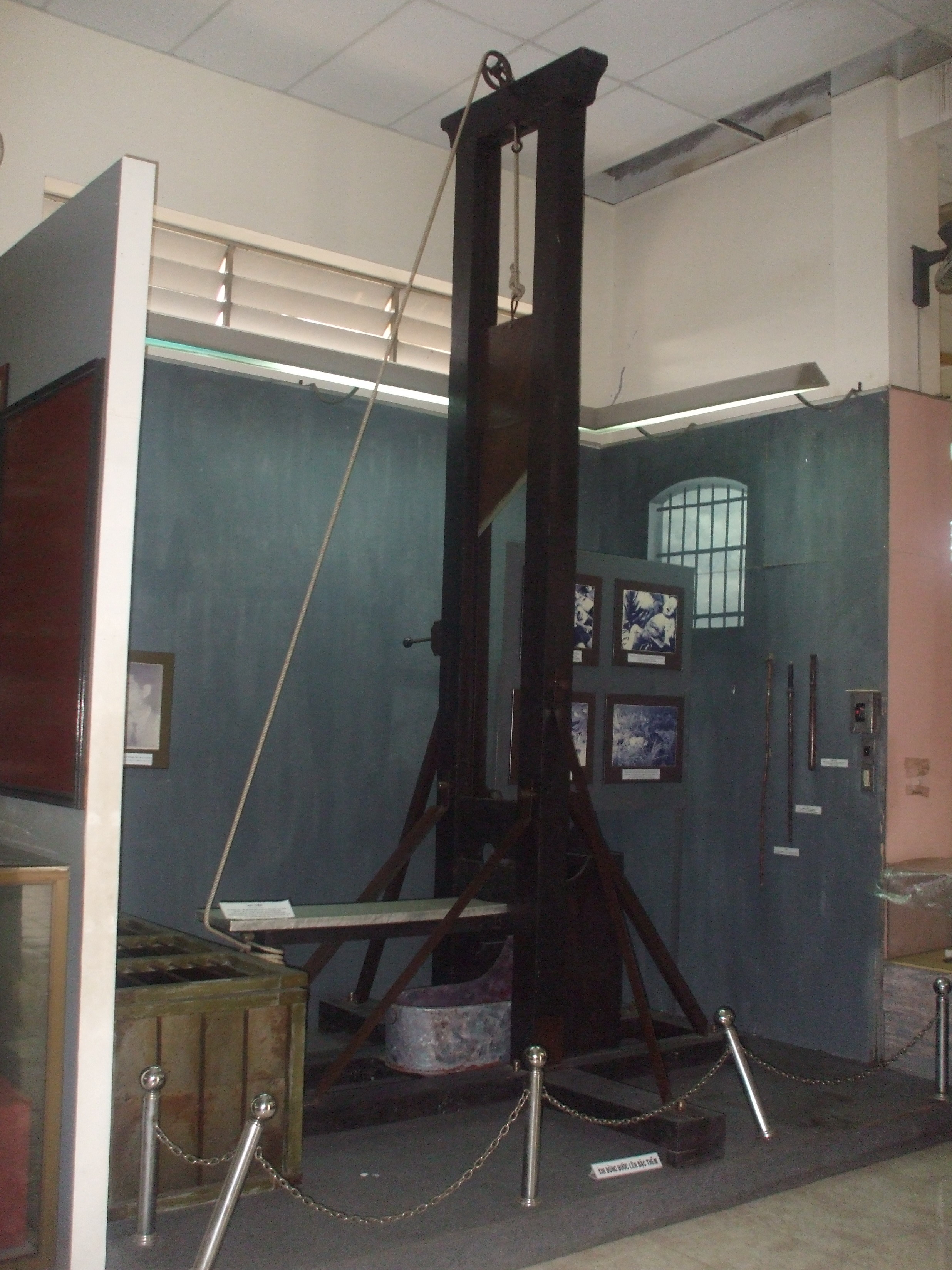
Máy chém dưới thời Ngô Đình Diệm. Hiện máy đang được trưng bày tại Bảo tàng TP. Cần Thơ, Việt Nam.

Năm 1959, sau khi chính quyền Ngô Đình Diệm ban hành đạo luật 10-59, những tòa án quân sự đặc biệt được thành lập với lý do "xét xử các tội ác chiến tranh chống lại chế độ Việt Nam Cộng hòa" với mục đích thanh trừng những người cộng sản tại miền Nam Việt Nam. Các máy chém được sử dụng để thi hành án tử. Theo John Guinane, chỉ tính từ 1957 tới 1959, đã có hơn 2.000 người bị chế độ Ngô Đình Diệm hành quyết bằng máy chém